# Family Jewels
Family Jewels è un doppio DVD del gruppo hard rock australiano AC/DC, pubblicato nel 2005, comprendente 40 brani live e videoclip delle maggiori hit del gruppo. Il primo DVD comprende la Bon Scott era, mentre il secondo racchiude brani cantati ed interpretati da Brian Johnson.

## Tracce
Tutti i pezzi sono scritti da Bon Scott, Angus Young e Malcolm Young eccetto dove indicato.

### Disco 1
1. Baby, Please Don't Go (Big Joe Williams)
  - registrato dal vivo per la serie tv australiana della ABC Countdown nell'aprile 1975
2. Show Business
  - registrato il 16 giugno 1975
3. High Voltage
  - High Voltage promo clip registrato il 16 giugno 1975
4. It's a Long Way to the Top (If You Wanna Rock 'n' Roll)
  - Countdown promo clip registrato il 23 febbraio 1976
5. T.N.T.
  - registrato dal vivo per la serie tv australiana della ABC Countdown all'inizio del 1976
6. Jailbreak
  - Countdown promo clip registrato nel marzo 1976
7. Dirty Deeds Done Dirt Cheap
  - registrato dal vivo per la serie tv australiana della ABC Countdown nel dicembre 1976
8. Dog Eat Dog
  - registrato dal vivo per la serie tv australiana della ABC Countdown il 3 aprile 1977
9. Let There Be Rock
  - Let There Be Rock promo clip registrato nel luglio 1977
10. Rock 'n' Roll Damnation
  - Powerage promo clip registrato il 30 aprile 1978
11. Sin City
  - registrato per The Midnight Special della ABC il 6 settembre 1978
12. Riff Raff
13. Fling Thing/Rocker
  - i due video precedenti sono stati registrati dal vivo il 30 aprile 1978 al Glasgow Apollo - vedi If You Want Blood You've Got It
14. Whole Lotta Rosie
  - registrato il 28 ottobre 1978 per il programma della BBC Rock goes to College (10 novembre, Università dell'Essex, Colchester, Essex, in accordo con l'articolo Rock goes to College)
15. Shot Down in Flames
16. Walk All Over You
17. Touch Too Much
18. If You Want Blood (You've Got It)
  - i quattro video precedenti sono dei promo clip per Highway to Hell, registrati nel luglio 1979
19. Girls Got Rhythm
20. Highway to Hell
  - i due video precedenti sono stati registrati dal vivo per TVE1 Aplauso il 9 febbraio 1980

### Disco 2
Tutti i pezzi sono scritti da Brian Johnson, Angus Young e Malcolm Young eccetto ove indicato.
1. Hells Bells
2. Back in Black
3. What Do You Do for Money Honey
4. Rock and Roll Ain't Noise Pollution
  - i quattro precedenti video sono dei promo clip per Back in Black, registrati nel luglio 1980
5. Let's Get It Up
  - registrato il 21 dicembre 1981
6. For Those About to Rock (We Salute You)
  - registrato il 17 e 18 novembre 1983
7. Flick of the Switch
8. Nervous Shakedown
  - i due precedenti video sono dei promo clip per Flick of the Switch, registrati nell'ottobre 1983
9. Fly on the Wall
10. Danger
11. Sink the Pink
12. Stand Up
13. Shake Your Foundations
  - i precedenti cinque video sono estratti da Fly on the Wall, registrati nel giugno 1985
14. Who Made Who
  - Who Made Who promo clip registrato il 27 e 28 febbraio 1986
15. You Shook Me All Night Long
  - Who Made Who promo clip registrato il 10 e 12 giugno 1986
16. Heatseeker
  - Blow up Your Video promo clip registrato il 3 e 4 dicembre 1987
17. That's the Way I Wanna Rock 'n' Roll
  - Blow up Your Video promo clip registrato il 7 marzo 1988
18. Thunderstruck (Young, Young)
  - The Razors Edge promo clip registrato il 17 agosto 1990
19. Moneytalks (Young, Young)
  - The Razors Edge promo clip registrato il 6 novembre 1990
20. Are You Ready (Young, Young)
  - The Razors Edge promo clip registrato il 18 marzo 1991

- il disco 2 ha anche l'opzione per vedere la discografia completa del gruppo